# 鬼平犯科帳の登場人物
鬼平犯科帳の登場人物（おにへいはんかちょうのとうじょうじんぶつ）では、池波正太郎の捕物帳『鬼平犯科帳』の登場人物の一覧を示す。また文中にある「劇画版」とはさいとう・たかを著の同名作品の事を指す。

## 主要人物

### 火付盗賊改方
長谷川平蔵宣以（はせがわへいぞうのぶため：長谷川平蔵）
元京都西町奉行・長谷川宣雄の息子。火付盗賊改方長官。石高400石の旗本で火付盗賊改方のお役料40人扶持を別途支給されている。愛刀は「粟田口国綱」「井上真改」。脇差に「備前兼光」。無頼時代は家督相続以前に名乗っていた銕三郎（てつさぶろう）に由来する「本所の銕」の名で通っていた。目白台に私邸があるが、普段は清水門外の役宅に住んでいる。
実母であるお園は巣鴨村の大百姓である三沢仙右衛門の娘。父である宣雄は長谷川家の断絶を回避する為、断腸の思いで銕三郎とお園を置いて実の姪である波津と再婚する。落胆した母は翌年に病で死去してしまうが、父が近親婚で子を為す事を忌避した事により波津との間に跡取が生まれなかった為、17歳の時に長谷川家に呼び戻される。しかし義母の波津は平蔵を当初から「妾腹の子」と手酷く蔑み、その反発から後に家を飛び出す。
本所・深川界隈の無頼漢の頭となり、放蕩三昧の日々。「本所の鬼」「入江町の銕さん」などと恐れられるようになるが、その間も剣術の鍛錬は怠らず続け、一刀流を高杉銀平に学び、腕を磨き後に目録を授かる。また小野田治平より不伝流居合術を学び習得している。
父が亡くなると、家督を継ぎ、後に堀帯刀の後任として火付盗賊改方の長官に就任。幕閣からは特に若年寄京極高久の後援を受ける。
放蕩無頼の経験から鋭い推理力と観察眼を持ち、峻厳なる取り締まりに悪党からは「鬼の平蔵」と恐れられるようになる。一方で犯罪者であっても義侠心に厚い者や止むに止まれぬ事情で罪を犯したものらに対しては、寛容で情け深い配慮を見せる一面もある。犯罪者の更生施設である石川島の人足寄場を老中松平定信に言上して敷設させ、一時寄場奉行も兼任する。
妻は旗本の大橋与惣兵衛親英の娘である久栄。子供は久栄との間に2男2女（後に盗賊の遺児・お順を養女に迎える）。また、後に生母と同名の腹違いの妹「お園」の存在が明らかになり、「お園」と結婚した部下の同心、小柳安五郎は義弟にあたることになった（原作では2人はこのことを知らない）。
昼夜を問わず続く火付盗賊改の激務のせいか、作品後半では体調を崩して臥せっていることも多い。
酒と煙草を嗜むが甘味も好み、久栄に砂糖の多量の使用をたしなめられることもある。なにより美食家であり旨いものには目がなく、料理について熱く語ったり江戸の名物を食べ歩いたりしている。
佐嶋忠介
筆頭与力,同心達を束ねる。平蔵より4、5歳年上の腹心。本来堀組に所属していたが、有能のため平蔵が借り受けた。全編を通して平蔵が最も信頼する副官的人物として登場し、仕事の遂行能力は平蔵にも匹敵するほど高く、平蔵が外勤する際は役宅で在所指揮を執ることが多い。非番の時は1日で3升も空けてしまう酒豪だが普段は節制しており、彼が酒豪だと知る者は少ない。
天野甚造（甚蔵）
与力。佐嶋に比べると大仰で融通が利かない与力として描かれる。
富田達五郎
与力。有能で実直。同心の木村とはそりが合わず、目が非常に細いため「細目の達ちゃん」と陰口を叩かれている。旗本の子息を殺害したことがきっかけで脅迫され悪事に手を染めるようになり、平蔵に成敗される。劇画版では借金を重ねていた高利貸しを殺害した現場を盗賊に見られ、その事をダシにして脅迫していた盗賊と相打ちになって死亡。
小林金弥
亡父の後を継いだ与力。若さに似合わず慎重で、部下の進言に対しても柔軟に対応する。
秋本源蔵
与力。人格者で周囲の評判も良かったが、猫間の重兵衛一味の手にかかり、首筋に矢を射られて殺害される。
猪子進太郎
与力。年も若く小柄ながら柔術の達人。木村から”うり坊”と揶揄されている。原作には登場しない。
酒井祐助
筆頭同心。冷静な男で柳剛流の使い手。尺八が得意。劇画版では佐嶋と並んで登場する事が多く、佐嶋に次いで同心達を束ねる。
沢田小平次
同心。平蔵からも「まともにやり合ったら勝つ自信がない」と深く認める剣の腕を持つ小野派一刀流免許皆伝の達人。独身で老母と二人暮らし。
木村忠吾
同心。色白でぽっちゃりしており、芝にある菓子屋の「うさぎ饅頭」に似ていることから同僚からは「兎忠（うさちゅう）」と呼ばれてからかわれることも多い。旨い物や酒と女に目が無い為の失敗もあるが、憎めない性格とここぞという時の働きで、平蔵に叱り飛ばされながらかわいがられてもいる。同僚の同心・吉田籐七の娘であるおたかと結婚、やがて一女をもうける。序盤は頼りない半人前のマスコット的な人物として描かれ、中盤から最終期にかけては別人のように逞しく成長していった、本作の中では長谷川辰蔵と並んで最も成長幅が広いキャラクター。劇画版では当初は整った顔立ちだったが、後に鼻と耳が特徴的なあばた顔に変更されている。30俵2人扶持の薄給であり、「瓶割り小僧」で1年分の給金が5両と語っている。但し、実際には40俵相当の米が支給されており、当時の金額に直すと16両になり「おせん」で50両が給料三年分という発言と符合する。
小野十蔵
連載第1回に登場した同心。寡黙なところから「啞の十蔵」と呼ばれる。「むっつり十蔵」で、掛川の太平の手下助次郎を殺した女房おふじを前に40俵2人扶持と語り、出世には縁遠く美男に生まれなかったことを自嘲している。妻帯者で、身分違いの妻に仕事や妻の気の利かなさの愚痴をこぼすが、逆に妻は薄給を嘆いて「支度金の100両が目当てだったのでしょう」と毒吐かれる始末。妻帯以前は、内職や借金で首が回らなかった様子。同情から身重のおふじを匿うが、次第に同情が愛情に変わり関係を持ってしまう。平蔵からは「気に病むな」と諭されるが後ろめたさを持ちながらも職務を続け、太平の手下仙吉におふじを誘拐され強請られる。一味は一網打尽にされるが、平蔵に詫び状を残して改方役宅内で自刃。おふじは、深川の仙台掘に絞殺死体で発見される。残された娘は平蔵から久栄に託され、長谷川家の養女となる（この娘がお順）。テレビドラマ版ではおふじは無事に救出された後に男子を出産するが、産後の肥立ちが悪く死去した事になっている。
松永弥四郎
同心。変装が得意。一時期倒錯的な嗜好に熱を上げたこともあったが、男女の浅ましい姿を見たことで改心する。竹内流捕手術の名手。
山田市太郎
同心。4人の子持ち。30俵2人扶持の薄給の上、末娘と妻が病気の為、高利貸しから五両の金を借りる程困窮していた。生活苦から盗みに入ろうかとまで思いつめていたが、事情を察した平蔵から十両(原作では五両)の見舞金を貰い感涙する。
小柳安五郎
同心。以前はおっとりして剣術の腕もそれほどではなかったが、任務中の留守に妻子を出産で亡くし、この悲しみから心身共に筋金入りの男に変貌した。また、人の機微を捉える事に長けており平蔵から同心達の疑心暗鬼を鎮める事を託されたり盗賊への思いやりから心を動かし事件を解決に導くなどし、貢献する所もエピソードに挙げられている。後にお園と再婚し、平蔵の義弟となった（ただし上述の通り原作ではお園の素性は小柳には知らされていない）。
佐々木新助
同心。幼少の頃発病した天然痘の痕が顔に残っており「あばたの新助」と呼ばれる。若き日の平蔵から弟のように可愛がられて来たが、網切の甚五郎の女に手をつけたことで一味の手伝いをさせられた上に斬死。劇画版では勧進相撲の興行をめぐる江戸の顔役間の抗争に巻き込まれて命を落とす。
竹内孫四郎
同心。初期には頻繁に名が出てくるが目立たないキャラクターで、後半からまったく登場しなくなる。
寺田又太郎
同心。鹿熊の音蔵を尾行中に襲撃され殺害される。
寺田金三郎
同心。又太郎の弟。沢田小平次と肩を並べるほどの腕前だったが、鹿熊の音蔵が放った刺客に奇襲を受け重傷を負う。音蔵の一件が終わった後に御役御免となり、義姉と結婚した。
久保田源八
同心。天神谷の喜佐松一味を尾行中に頭部を殴られ記憶喪失になり数か月行方不明になる騒動を起こす。記憶喪失以前は無口で性格も陰気でだったが、火盗改に復職してからは「おしゃべり源八」のあだ名を忠吾から付けられるほど饒舌で明るい人間になった。捕り物に支障をきたすほど心臓に疾患を抱えていたが、井上立泉が「自分の体が悪いと思い込むことによってますます悪くなってしまっている」と心因性によるものが大きいと見立てた通り、記憶喪失の後は心臓の病も影を潜めている。
川村弥助
勘定方同心。6尺近い関取のような大男。「泣き味噌屋」と呼ばれるほど臆病であったが妻を殺害した和田木曾太郎を討取って以後は落着きがついた、と周囲から言われている。それでも雷鳴は大の苦手である。
細川峯太郎
同心。元々は優秀な勘定方だったが命懸けで働く同僚達に対して引け目を感じ、卑屈な態度を取り続けていた。しかし同僚の同心・伊藤清兵衛の娘であるお幸と結婚してからは捕り方に回され手柄を上げるも、昔の女への未練を平蔵に見透かされて勘定方に戻され、また手柄を立てて捕り手に回される。しかしその後のエピソードでは、潜入捜査に入った賭場で博打に狂ってしまい、三たび平蔵の逆鱗に触れてしまう。また結婚後の夫婦間も徐々に冷え切っていった描写になっており、同心の中では最も頼りなく、不安要素満載の人物として描かれた。色が黒く、木村同心からは「佃煮男」と呼ばれている。劇画版では色白、細長い体をしており、木村同心と組んで見廻りや取り物をすることが多い。
田中貞四郎
同心。手柄を立てようと暴走し、密偵（劇画版では目明かし）の源助と共謀して無実の亀吉を放火犯に仕立てあげた。役目を取り上げられ、江戸を追放される。
青木助五郎
同心。佐嶋の部下であり元は堀組所属。配属されてから間髪いれず盗賊を次々と召し取って来るが、亡父が殺害した狐の亡霊に取り憑かれ、そのからくりを白状させられてしまう。平蔵の乾坤一擲の打ち込みで亡霊は体から抜け出るが、精神を蝕まれた彼の命は長く持ちそうにない。劇画版では盗賊との関係を平蔵、佐嶋から詰問された直後に狐憑きとなって全てを白状後に自害したため、平蔵は狐憑きは芝居だった、と判断した。またこちらでは、幼少時の彼を知っている本格の頭が、彼に手柄を立てて欲しいという理由で情報を提供し、また彼の部下夫婦が、乱暴な父親のため家に居場所の無かった助五郎を我が子のように面倒を見、助五郎も彼らを親として慕っていたという設定になっている。
片山慶次郎
同心。沢田と同門。腕利きだったが、堀本虎太郎により殺害される。
金子清五郎
同心。片山に続いて殺害される。
黒沢勝之助
同心。目的を達するためには手段を選ばず、同僚や密偵からも嫌われている。元盗賊で今は琴師の妻になっている網虫のお吉を脅迫し、体どころか金まで奪っていた。余罪も次々と発覚するに及んで平蔵から見放され、切腹の沙汰を受ける。
大島勇五郎
同心。尾行や聞き込みに優れている有能な男。しかし自身が使っている密偵・雪崩の清松から博打の味を教えられたことで借金がかさみ、盗賊の片棒を担がされる。最後はことが露見して自害した。劇画版では密偵・雪崩の清松は大島の父に恩義があることから、息子である勇五郎のため一途に協力しており、勇五郎自身も借金はしていない。手柄を立てたい一心で平蔵に黙って働いた結果盗賊の片棒を担ぐ形になってしまい、そこへ捕り方を揃えた平蔵が現れたことにより、止める間もなく目の前で自害してしまった。
山崎庄五郎
同心。功名心が激しく同僚や密偵からも評判が悪い。手柄を立てるために仁三郎に圧力を掛け、死に追いやった。平蔵はこのことを把握していない。
村松忠之進
原作では与力、テレビドラマ版では同心。あだ名は「猫どの」。原作ではほとんど登場しないが、テレビドラマ版では料理が趣味で、張り込みや宿直の同心達に弁当夕食・夜食を作ったりしている（テレビドラマ化にあたり脚本家の野上龍雄によって加えられた設定）。その腕前は玄人はだしで、美食家の平蔵すらうならせるほど。穏やかな性格で普段はもの分かりがいい人物だが、食のことになると妥協を許さず、平蔵や木村忠吾と丁々発止に激しく言い合う場面もある。

### 密偵
小房の粂八
初登場時は野槌の弥平一味で捕縛されたが、かつての親分であった血頭の丹兵衛の名を汚す凶賊の探索を志願し放免され密偵に。ある事件の後からは普段は船宿「鶴や」の亭主となる。子供の頃軽業一座で芸を仕込まれた経験から身が軽く、尾行や捕物の際にはその機動力と人手が重宝されている。平蔵の為なら命も要らぬ、という忠誠心の持ち主。
相模の彦十
平蔵より10歳ほど年上の老人で、無頼時代の取り巻きの一人。平蔵と二人だけの時は「彦」・「銕っつぁん」と呼び合う程の昔なじみ。元は流ればたらきの盗人。それなりに顔が広く、聞き込みには欠かせない存在。
大滝の五郎蔵
元々は蓑火の喜之助配下であり、｢盗みの三ヶ条」を頑なに守る本格派の盗賊（義賊）の首領だった。命の危険を救われたことで平蔵配下に。後におまさと結婚。沢田（劇画版では松永）から捕縛術や棒術を仕込まれており、捕り物の時にも活躍する。慎重かつ実直な性格で、平蔵配下の密偵達からは「大滝のお頭」と呼ばれ、束ね役となっている。
おまさ
鶴（たずがね）の忠助という元盗賊の娘。無頼時代の平蔵が父親の居酒屋をねぐらにするなど深い付き合いだったため、幼少期からずっと平蔵に思慕の念を抱いていた。父親の死後は諸方の盗賊一味の引き込み役を勤めていたが、平蔵の盗賊改方長官就任を知り、密偵となって彼を助けようと現れる。初登場の「血闘」では親戚に預けてある娘が1人いることになっているが、娘に関する記述はそれのみである。その後、左腕切断と引き換えに平蔵に罪を赦されて足を洗った2代目狐火の勇五郎に従って京で夫婦となったが、一年足らずのうちに疫病で勇五郎が死んだため、平蔵の前に現れて再び密偵となる。後に五郎蔵と結婚。
舟形の宗平
五郎蔵と同じく元々は蓑火の喜之助配下であり、初鹿野の音松の盗人宿の番人をしていたところを捕縛され密偵に。本所の相生町で煙草屋を構えながら火盗改の探索に協力している。後に五郎蔵の義理の父親となり、おまさと共に3人で暮らしている。
伊三次
2歳の時に伊勢・関宿で捨て子にされたが、そこの宿場女郎達に育てられた。劇中様々に活躍するが、かつて妻を寝取られ、自身も伊三次に殺されかけた強矢の伊佐蔵の報復を受け死亡(文庫14巻の｢五月闇｣)。木村忠吾の相棒的存在であり、遺体は木村が引き取り自分の菩提寺に葬った。死亡時には編集部に抗議が来る、有志で葬式が行われるほどの人気キャラクターの一人であるが、劇画版ではゲスト扱い。尚、劇画版では重度の結核を患っていた。
友五郎（浜崎の友蔵）
飯留の勘八配下の元盗賊。川越船頭。別名・友五郎。火盗改役宅に侵入し平蔵の煙管を盗んだが粂八と知り合いであったことで露見してしまう。その後は密偵として働いていたが、鹿山の市之助に勘八の遺児であり自分が面倒を見ていた庄太郎を人質に取られ、心ならずも盗みの片棒を担ぎ、平蔵を裏切ってしまう。劇画版ではこの件で遠島となるが、赦免後に再び密偵として復帰する。
馬蕗（うまぶき）の利平冶
馬蕗とは牛蒡の異称であり、その名のとおり手足が細く色黒。元は大阪に本拠を置く高窓の久五郎一味の嘗役で、彦十とは旧知。しかし後に妙義の團右衛門に密偵であることを見破られ、殺害された。テレビドラマ版では殺害されるのは高萩の捨五郎に代わっている。
夜兎の角右衛門（2代目）
元は蓑火の喜之助と肩を並べるほどの大盗賊の首領であったが、配下の盗賊が押し込みの際に人を殺害してしまったため、盗賊団を解散させ自首した。その後、密偵となる。劇画版では池波正太郎の短編小説「白浪看板」をモデルとした経緯で密偵となり、一回しか登場しなかった原作とは異なり度々登場する。
仁三郎
盗賊として捕縛された際に平蔵に見込まれて密偵となった。しかし、かつて配下だった船影の忠兵衛に義理を立てるためと山崎庄五郎の圧力の板挟みとなり、鹿谷の伴助を殺害後、自害する。劇画版では針ヶ谷の宗助の設定と馬蕗の利平冶の弟子という設定が追加され、彼の過去を主題とした物語が作られるという具合にかなりの活躍をしている。
帯川の源助（平野屋源助）
既に盗賊を引退し、扇屋の主人に納まっていた。しかし盗人の血が再び騒ぎ出して隣家の蔵を破る。しかし、その時の仕掛けを平蔵に突き止められ、目こぼしと引き換えに配下の茂兵衛と共に密偵となる。梅干が好物。劇画版では密偵にならず、罰として仕掛けの後始末を自力でさせられた。
泥亀（すっぽん）の七蔵
牛尾の太兵衛の盗人宿の番人。酷い痔を罹っている。太兵衛の妻子が窮状に陥っていることを知り、身を押して一人働きをしようとするが動きを平蔵に知られ、密偵となる。劇画版では初め密偵となることを渋るが、最後は玉村の弥吉と共に密偵となった。原作では「荒事には向かず、盗人宿の番人が関の山」と彦十に評されているが、劇画版では牛尾の太兵衛からも認められた腕利きの盗賊と変更されている。
高松繁太郎
かつて堀組同心で、佐嶋の部下だった。有能な男であり、堀の消極的な姿勢を嫌い盗賊の情婦であるお杉と共に逐電した。お杉が亡くなったことに伴い江戸に戻ったところを平蔵に捕縛され密偵となる。同心の時を髣髴とさせる仕事振りを見せたが、彼を敵と狙う盗賊が放った刺客に襲撃され死亡。劇画版では平蔵配下の控えの同心として火盗改方に復帰するが、その直後に蛇骨の半九郎一味の残党に殺害される。
岩吉
時に捕縛や尾行も行うが、完全に盗賊界から足を洗った五郎蔵や粂八と異なり、半分は暗黒街に足を踏み込んだままの無頼。
岩五郎
元・錠前師の盗賊で捕縛後に佐嶋直属の密偵となる。心酔していた本格派の大盗、海老坂の与兵衛を裏切り捕縛に追いやったことで思い悩み、江戸を去ってしまう。
高萩の捨五郎
30年もの間、血を見ぬ盗みを続けた流れづとめの本格派盗賊で、相模の彦十とも旧知の仲。義侠心に溢れ、侍に無礼討ちにされそうになった子供を庇った際に足を斬られ、後遺症が残るほどの重傷を負う。その後は平蔵手作りの杖を渡されたことで心服し、密偵となる。
玉村の弥吉
元々は牛尾の太兵衛一味の盗賊。馬面。悪女房にやり込められている囲碁仲間の吉野屋清兵衛に同情し、その悪女房の頭を丸坊主にしてしまった。捕縛後はその人柄を平蔵に見込まれて密偵となり、五郎蔵の家に寄宿している。
鶴次郎
元々は大滝の五郎蔵配下の盗賊。密偵としても優秀で多くの事件解決に貢献する。
雨引の文五郎
かつては西尾の長兵衛の右腕だったが、長兵衛の死後は後を継がず一人働きで「隙間風」の異名をとった神出鬼没の盗賊。火盗改方の探索をかわしながら江戸を離れる際は自らの人相書きを平蔵に送りつけ挑発するほどの凄腕をみせた。一味のライバルであった落針の彦蔵との抗争の末密偵となるが、恩のあった犬神の権三郎を破獄させた責任を取って自殺する。劇画版では西尾一味を無事解散させるためにかつての仲間達を売るが、その際に自害した。
砂井の鶴吉
五郎蔵の部下だったが、押し込み先の女に手をつけたことで追放された。その後心を入れ替えていたが、掻掘のおけいの囲われ者になったことがきっかけで凶賊・和尚の半平の下に引き込まれる羽目になる。原作では半平一味と縁を切る為に自ら盗賊改方の捕手に助けを求め捕縛された後、密偵となった。劇画版では密偵にならず、逃亡を図った掻掘のおけいと共に川に飛び込み溺死してしまった。雨隠れの鶴吉とは別人。
桑原の喜十
かつて盗賊だったが足を洗い妻子とともに煮売り酒屋を営んでいる。積極的な探索等は行わず、入った情報を五郎蔵にだけ伝える「漏らし屋」であり、五郎蔵も平蔵にその存在を告げていない。

## 平蔵の関係者
長谷川辰蔵宣義
長谷川平蔵の長男。目白台の私邸を預かっている。遊び好きで、坪井主水の道場に長らく通っているが剣の腕はなかなか上達せず、平蔵に厳しくしごかれる。その後年数がたつにつれて師範代級の腕前まで上達する。時折父の仕事に参加するが事件の端緒をつかんでくることもあり、次第に頼もしくなっていきとある事件では盗賊に役宅を襲撃された際には門を守る活躍も見せる。武士ながらにあんみつ屋に入るほどの大の甘党。
久栄
長谷川平蔵の妻。長谷川家と久栄の実家である大橋家は隣同士であり、平蔵も昔から久栄のことを知っていたようである。平蔵の部下に対してもよく気が回り、皆から敬愛されている。
お順
野槌の弥平配下の娘で小野同心が母親のおふじと共に面倒を見ていた娘。小野同心とおふじの死後、表向きは井上立泉の娘として平蔵夫妻の養女となる。また、霧の七郎が平蔵を苦しめる為の工作時に誘拐された以降、次第にフェードアウトしていった。劇画版では後にお園と結婚した小柳の実家に預けられた。
波津
平蔵の父、宣雄の姪にして本妻。長谷川家を絶やさないための非常手段での近親婚である上、元々性格的に屈折した所があり、宣雄から夫婦の営みを拒絶され、40を過ぎて子供が望めなくなり、しぶしぶ平蔵の跡取を承知するが、自分の子ではない平蔵を苛め、平蔵を非行に走らせた張本人。しかし、事情を聞いた鶴の忠助に頭を丸められてしまったことがある。
大橋与惣兵衛親英
久栄の父。歳は平蔵や左馬之助より遥かに上だが、共に高杉銀平先生の道場に通っていた剣友でもある。与惣兵衛がふと漏らした一言がきっかけで平蔵と久栄は祝言を挙げることになる。
天野彦八郎
久栄の母方の伯父。性格が驕慢なため、久栄からは嫌われている。小納戸衆。
岸井左馬之助
平蔵とは青年時代共に剣術修行に励んだ親友だった。その縁で盗賊改方を時々手伝う。長らく独身だったが、小野田治平の娘であるお静を妻に迎える。下総国（劇画版では下総国佐倉）出身。
井関録之助
剣客。平蔵の道場での後輩であったが父の心中によってお家断絶となり僧となり、諸国を放浪したのち江戸に戻る。その後小石川のある寺の住職代理に収まり、気ままに暮らしつつ時々平蔵を手伝うようになる。金に困っていた時に仕掛（暗殺）を請け負いながら放り出して逃げたことで長らく刺客に追われていた。
横川甚助
剣客。平蔵の道場での後輩。剣術の筋も悪くなく、性格も良かったため師匠からかわいがられていたが道場の金を着服して逃亡。20年ぶりに平蔵と再会したときは座敷女中であるお峰の口車に乗せられ、剣客・市口又十郎を倒そうとした。その後はまたお峰とよりを戻して（劇画版では戻していない）暮らしている。
三沢仙右衛門
平蔵の従兄。巣鴨村の大百姓。
お園
平蔵の腹違いの妹。母親は料理屋の女中であるおすみ。平蔵の実母の名前でもある。平蔵に会うまでは根津権現の前で小さな居酒屋を営んでいたが、店を畳んで平蔵の元で奥向き女中となり、やがて小柳の後添となる。原作では出生の秘密を知らないままだったが劇画版では秘密を知った後も平蔵に仕え、京都にある父の墓参りを果たしている。
高杉銀平
平蔵の剣の師匠。下総国の佐倉出身。一刀流の道場を本所・出村町で営み、若かりし頃の平蔵・左馬之助・録之助ら門人に剣を教導していた。かつて堀本伯道と決闘し、引き分けたことがありこの時の平蔵との会話から事件の糸口をつかむ。
お熊
本所・弥勒寺前の茶店「笹や」の女主人で70歳近い老婆。平蔵が無頼の頃からの顔なじみ。無頼時代の平蔵が笹やに泊まり込んだとき、素っ裸で平蔵の布団に潜り込んだが、平蔵に下帯姿のまま逃げられたことがある。平蔵が火盗改方長官に就任すると、笹やを密偵の偽りの隠れ家や連絡所にするなどして平蔵に協力するようになった。
三次郎
平蔵が贔屓にしている軍鶏なべ屋「五鉄」の亭主。無頼時代の平蔵は父親の助次郎とも知り合いであり、銕三郎時代には料金を踏み倒したこともある。張込みをする同心のために弁当を作ったり、連絡役、時には密偵役をすることもある。
石田竹仙
売れっ子の絵師。人の特徴を捉えるのが上手く似顔絵の達人。もともと盗賊一味だったが、ひょんなことからかつての仲間の人相書きを作ることになり殺害されそうになる。解決後は火盗改方の人相書きを一手に任される。
松浦源十郎元宣
高杉銀平と親しかった江戸屈指の剣術道場主。人手が足りず、平蔵のつてで岸井左馬之助に代稽古を頼んでいる。
クマ
清水門外の役宅で飼われているオスの柴犬。元々は本門寺前の菓子屋「弥惣」で飼われていたが、「凄い奴」に襲撃され、絶体絶命の窮地に追い込まれた平蔵を救い、それが縁で長谷川家にもらい受けられた。
仙台堀の政七
まだ若いが、地元では「仙台堀の親分」と呼ばれるほど人望の高い御用聞き。本来は奉行所の管轄下だが、平蔵に心酔しているため火盗改方に協力的。
鉄砲町の文治郎
奉行所管轄の御用聞き。たびたびご機嫌伺いに平蔵を訪れ、事件の情報を伝えることも。こうした協力関係から、平蔵が掏り一味の捕縛に協力し、文次郎の手柄となったこともあった。
逆でこの仙次郎
両国の見世物小屋の呼び込みだが、顔が広くしっかりした気性のため時折平蔵に使われている。名前の通り後頭部がせり上がっている為に髷が結いづらく、坊主頭にしてしまっている。
松浦与助
長谷川家の用人平蔵より10歳ほど年長の白髪の老武士。辰蔵の目付役でもあり、何かと口やかましく小言を言うので辰蔵には煙たがられている。

## 幕府関連
京極備前守（京極高久）
若年寄で平蔵の上司にあたる。平蔵を含め、火盗改方の良き理解者。丹後峰山藩の藩主でもある。先祖は丹後藩を興した京極高知で、鎌倉時代以来の名門の大名である。40人扶持の役料では火盗改方の役目が賄えない事を承知しており、度々金銭的援助をしたり、幕閣に便宜を図ったりと影に日向に平蔵を支えてくれている。温厚な人柄ではあるが「おれの弟」では平蔵に法で裁けぬ幕府重臣の息子を非合法手段で抹殺する事を暗喩し、平蔵が手を汚した事を知りつつも意図的に見逃す等、清濁併せ呑む度量を持った人物。
松平越中守（松平定信）
筆頭老中。陸奥白河藩の藩主でもある。史実とは異なり、平蔵に信頼を置いている。
大崎源四郎
平蔵が昇進のため解任された後任の火盗改方長官。実直な人柄だが盗賊の跳梁を全く防げず、数カ月で解任された。
桑原主膳
葵小僧が跋扈していた時期に一時的に加役された火盗改方。平蔵と対比される関係で無能、無気力に描写される火盗改方長官が多い中、例外的に士気が高く実績のある人物として描かれている。
堀帯刀秀隆
平蔵の前任の火盗改方組頭で佐嶋の上司。持ち出しになる役職に不熱心だったため同心の士気も低く、「佐嶋忠介で保つ堀の帯刀」「ほったて小屋」とまで揶揄された。
川田長兵衛
書物奉行。息子が娼婦と心中したのを根に持って夜鷹の連続猟奇殺人を起こし、平蔵に切り捨てられた。
米倉半四郎
駿府道中奉行代官。平蔵とは昔からの友人で、酒席などでは平蔵のことも「銕つぁん」と呼ぶ。盗法秘伝では窮地の平蔵を救うべく駆けつける。
初鹿野河内守（初鹿野信興）
江戸北町奉行。平蔵の下で実績を挙げている火盗改方とうまくいっていない。
池田筑後守（池田長恵）
江戸南町奉行。以前は平蔵の父、宣雄が担当していた京都町奉行を担当していた関係上、平蔵と交友があり火盗改方との関係は良好。
井上立泉
御典医（表御番医師）。宣雄の代から付き合いがある。養母と衝突し、家を飛び出した若き日の平蔵を助けたこともあり、肝胆相照らす仲。
浦部彦太郎
京都西町奉行所与力。父親の代から平蔵と付き合いがあり、時には上方で暗躍している盗賊の情報を知らせてくる。娘の妙は木村同心と婚約中であったが病死してしまった。
秋元左近鑑種
3000石の大身旗本。1年前に家督を継ぎ、寄合に列していた。大身でありながら旗本の子弟や無頼浪人を集めた無頼集団「風流組」を組織して悪事を行っていた。川村同心の妻を殺した主犯であり、事件がきっかけとなって切腹させられる。劇画版では「旗本のバカ息子」という設定で家督は継いでおらず、無頼集団の組織もしていない。川村同心の妻を殺害した和田木曾太郎とは賭場で知り合ったという設定になっている。
服部角之助
本所で賭場を開く無頼の御家人。小川や梅吉と妻であるおふさにそそのかされ、商家の襲撃を企んだ。捕縛され斬首。
宮口伊織
御先手組に所属する500石取りの旗本。平蔵とも顔見知り。凶賊である大塚清兵衛が仕掛けた罠にはまり、妻の実家である伊勢屋の絵図面を清兵衛に売り渡そうとし、そのおこぼれまでもらおうとした。家名断絶の上切腹の沙汰を受ける。劇画版では計画が漏洩したことを知った清兵衛配下の浪人に致命傷を負わされ、身分に固執する言葉を残して絶命した。
永井弥一郎（弥市）
元は600石の旗本だったが渡辺丹波守直義の謀略にあって家を義弟の伊織に譲り名越の松右衛門一味に身を落とす。一味解散後はお浜と居酒屋を営んでいたが口封じのため刺客に襲われた際に平蔵に遭遇して逃亡する。その後、自害したお浜の墓の前で捕縛され処刑された。劇画版では盗賊に身を落とした描写は無く、ある日突然失踪し、その後伊織が跡目を継いだことになっている。失踪後江戸に戻り酒屋を営む間までの経緯は不明。渡辺丹波守の死を知った事の口封じのために吉野道伯の刺客に襲われた後行方不明になるが、その後先に自害したお浜の墓でことの真相を記した遺書を抱えて自害しているのが発見された。
横山小平次
御家人で本所に巣くっていた無頼。男ぶりのよさから「殿さま小平次」と呼ばれていた。若き日の平蔵とも知り合いだったが無道な振る舞いをしたため手ひどく懲らしめられる。後に労咳で死去。
吉野道伯
渡辺丹波守直義の腹違いの弟にして元表御番医師。しかし裏では名越の松右衛門と結託し、永井弥一郎を追い出す計画を立案した張本人。名越一味解散後も残党に本格の盗めを言い置いていたが次第に滝口金五郎に主導権を握られ、心痛のため病に倒れた後に火盗改に捕縛され、その際に真相を告白後、牢死。劇画版では本格ではなく反幕浪人盗賊集団「鬼火党」の黒幕に設定変更され、劇中では名前こそ出るもののその姿が描かれることは無かった。
渡辺丹波守直義
7000石の旗本であるが、自身がお浜に産ませ、永井弥一郎に義弟として預けていた伊織かわいさに弥一郎を罠にかけ家を捨てさせた。彼の死後、事の真相が明るみに出たことにより、渡辺家、永井家共々取り潰される。
池田又四郎
200石の旗本の次男に生まれた平蔵の弟弟子。人柄を見込んだ放蕩時代の平蔵が自分に代わって長谷川家を継がせようと考えていたが、その際に平蔵が波津を殺害することを見抜いて拒否、やがて出奔して須の浦の徳松一味に加わっていたが妻の妹、お吉を守るために江戸に来ていた須の浦の徳松一味を斬って行った際に致命傷を受けて絶命する。実は平蔵に一方的な同性愛を抱いており、出奔したのは前述の拒否以降、平蔵が距離を置いたためであった。劇画版では平蔵の父、宣雄が平蔵から紹介された又四郎と当時商家に預けられていたお園と結婚させて長谷川家を継がせることを構想していた設定に改変され、又四郎の一件がきっかけとなってお園は自身の出生の秘密を知ることになった。

## 盗賊

### 本格
雨乞い庄右衛門
かつては夜兎の角右衛門の配下であり、独立を許された大盗。最後のおつとめを行うため湯治をしていたが、子分から裏切りを受け襲撃される。その場は左馬之助に助けられるが、ショックにより心臓の具合が悪化して病死。その間際に自身の素性と裏切った子分の居所を左馬之助に伝えた。劇画版では左馬之助に伴われて江戸に辿り着き、裏切った子分たちを成敗するため、集結していた盗人宿に放火したところを命からがら逃げ出した子分たちとともに捕縛される。
伊賀の音五郎
小説版では既に捕縛、火刑に処されており残された妻だけが登場する。劇画版では伊賀忍者の末裔であり、既に足を洗ったものの蓑火の喜之助の右腕として鳴らした凄腕の盗賊と大幅に変更された。営んでいた煙草屋が甲賀忍者の末裔で私怨を持つ盗賊の押し込みを受けるものの事前に察知し、忍者として武闘訓練を積んだ配下と共に撃退・捕縛し平蔵に引き渡した。平蔵に正体が見抜かれたものの、足を洗って時間が経過しており、伊賀忍者と甲賀忍者の対立の再燃を防止するため目こぼしとされた。
伊砂の善八
季節の気候や人間の生活サイクルまで計算に入れて盗みの極意を極めた独り働きの老盗。旅の平蔵を浪人と誤認し、跡継ぎにしようとした。極意を記した「盗法秘伝」と各地の資産家を記した嘗帳「お目当て細見」を没収の上放免された。宿場町の蔵元で牛馬のごとく働かされた上駆け落ちに失敗して折檻されていた男女の逃亡を助けるなど義侠心にも富む。他の盗賊のように合鍵を作ったり錠前の切断はせず、細工した火箸と元結を使い解錠してしまう
板尻の吉右衛門
仕出し屋の板前だったが盗賊となり、逐電して間もない鷺原の九平に盗みの手ほどきをした盗みの先輩。既に足を洗い料理屋の主人に納まっていたが、鬼平に目をつけられたと思い込んだ九平が身を隠すために転がり込んだ。年老いて盗みを続けられなくなる事を心配し九平に芋酒屋をはじめさせ足を洗うよう勧めるなど面倒見のよい人物。大黒様そっくりの容貌の男性だったが、劇画版では「お福」という女性に変更されている。
市兵衛
蓑火の喜之助配下で錠前作りと盗人宿の番人をしていたが、引退後に眼鏡師として余生を送っていた。凶賊に身を落としたかつての同僚である三雲の利八に錠前作りを強要された事で逐電するが、友人であった瀬川の友次郎の店を訪れた際に捕縛され、その後密偵となる。
牛尾の太兵衛
本格の首領。中風で倒れ手下に逃散されてしまった。妻の看護の甲斐なく死亡。劇画版では亡くなる前に隠居金を全て水害に遭った故郷の復興に使った義賊という設定が加えられた。
おひろ
傘山の瀬兵衛配下の女賊で風穴の仁助の妻。裏切った押切の定七が仁助を引き入れるために密かに殺害された。劇画版では捕縛された後に密偵となり、仁三郎と再婚した。
海老坂の与兵衛
一時は80名もの配下を従えた本格の中の本格の大盗賊。隠居金を得るための最後の盗みにでるが、密偵と知らずに岩五郎を雇ったことで計画が露見し、捕縛されてしまう。
傘山の瀬兵衛
信州の木樵から東海地方で活躍する盗賊の首領になった、身長は六尺に及ぶ大男。初めての江戸においての盗めを行おうとした矢先、裏切った配下の押切の定七に騙された風穴の仁助に襲撃を受け絶命。劇画版では牛尾の太兵衛と同郷で、隠居金を太兵衛と共に故郷の復興のために使った義賊という設定が加えられた。
傘山の弥太郎
先代であり父でもある傘山の弥兵衛が交わした鳴海の繁蔵（2代目）の妹・おいととの婚礼を行おうとするが、繁蔵は江戸進出を図るべく、彼の組織を奪う目的で弥太郎に近づく。しかし婚礼の席上、鳴海一味配下の長島の久五郎から事の真相を聞き、繁蔵たちを帰そうとするが、そこから一味同志の乱闘騒ぎに発展、火盗改方が踏み込んだ際に久五郎と繁蔵の死体に手を合わせているところを平蔵に発見され、一味配下の瓢箪屋勘助共々捕縛される。なお、テレビドラマ（中村吉右衛門版第4シリーズ）では、一文字の弥太郎となっている。
霞の定五郎
数多くの配下を抱える掏摸の首領。蛙の長助や女掏摸お富を育て上げた。捕縛されることなく往生を遂げた。
蛙の長助
元は盗賊だったが、侍と喧嘩し足を切り落とされたことで引退。高利貸しの取立人をしながら掏摸を行うが、妾に産ませた娘の借金を肩代わりする為に荒稼ぎをしようとした途端に卒中を起こして急死してしまった。
狐火の勇五郎（初代）
本格。忠助を介して無頼時代の平蔵と面識があった。
狐火の勇五郎（2代目）
先代の妾腹。本名・又太郎。本格。平蔵の温情(但し代価として右腕を切り落とされる)により盗賊稼業から足を洗い、おまさと夫婦になったが疫病で死亡。
清洲の甚五郎
名は知られているが誰も顔を知る人がいない伝説の本格派盗賊。眉毛がつながっており、木村同心から「一本眉の客」のあだ名を付けられている。引き込みを入れていた大店に急ぎ働きが入ったことに憤慨し、犯人である倉淵の左喜蔵を探し出して一味を壊滅させた。原作では動きを平蔵に察知されることは無かったが、劇画版では捕縛されて遠島となった。テレビドラマ版では墨斗の孫八と掛け合わせた人物になっている。また、萬屋錦之介版では彼の死後、平蔵の人柄に惚れて密偵になった元配下が、密偵としての名に「一本眉」を使っているとナレーションで語られている。
櫛山の武兵衛
明神の次郎吉を抱える本格の首領。平蔵に包囲されると抵抗せずに捕縛された。
鯉肝のお里
流れ盗めのしたたかな女賊。白根の三右衛門の盗めで得た分け前を元手に江戸で遊んでいた際に取った行動が元で火盗改の監視下に置かれ、打ち合わせのために水戸にある三右衛門の本拠にきたところを三右衛門一味とともに捕縛され、遠島となる。なお、彼女の見張りの際に五郎蔵とおまさは関係を持ち夫婦となっている。劇画版では夫を盗賊から離れさせるため、白根の三右衛門の盗めをぶち壊しにしており、彼女を見張ったのも仁三郎とおひろに変更されている。
瀬川の友次郎
蓑火の喜之助配下の盗賊だったが、一味の解散後流れづとめをしていた。押し込み先の奉公人を過失で殺めた事を悔やみ引退を思いつめるほど本格の掟に忠実な盗賊だったが、鳥羽の彦蔵に殺害される。
船影の忠兵衛
仁三郎と鹿谷の伴助が仕えていた盗賊で、押し込み先には宝船の模型を必ず置くのが特徴。他人に譲った娘の様子を見に来たところを偶然平蔵に見つかり監視対象となり、仁三郎と伴助の死後、押し込み先で捕縛され平蔵に二人との関係を語った。
劇画版では、娘の嫁ぎ先に赤不動の虎造一味が押し込むのを阻止した。捕縛後、平蔵の温情裁決によって三年間の遠島となった。
鶴（たずがね）の忠助
流れ盗を得意としたおまさの父。無頼時代の平蔵が知り合った時には居酒屋の主人に納まり、軽口を叩き合う仲になっていた。
鷺原の九平
普段は居酒屋の主人をしている芋好きの老盗。網切の甚五郎の毒牙にかかった平蔵の窮地を救う。
猿皮の小兵衛
中国地方から長崎まで荒らした本格の首領。引退後に薬種屋を営んでいたが、自分の店に急ぎ働きの凶賊が入ることを事前に察知して撃退する。
鈴鹿（川獺）の又兵衛
全盛期には70人の手下を率い、諸国を股にかけた大盗賊。年老いたことや部下に預けていた娘、お雪恋しさに引退を決意して最後の盗めをしようとしたところを火盗改に包囲され捕縛。劇画版においては鈴鹿の弥平次は分家に当たるほか、弟が二代目・鈴鹿の又兵衛として登場している。
鹿留の又八
一度は小柳に捕縛されるが、彼の手引きで牢屋から逃亡。共に盗みを働き、殺人を犯して逃亡した雨畑の紋三郎を捕縛した上で小柳の元へ戻ってきた。遠島。劇画版では蓑火の喜之助の下で働いており五郎蔵とは同期の仲であり、喜之助が一味を解散した後は足を洗い数珠職人になったという設定になっている。
寺尾の治兵衛
蓑火の喜之助の下で働いた後に独立した口合人。当人は周旋のみで盗みを働くことは無かったが、娘の結婚を期に本格の働きを自ら見せつけた上で引退しようとした。　大滝の五朗蔵とその部下に成りすました平蔵に助けを求め準備を進めるが、決行直前に発狂した侍に斬られそうになった子供を庇って斬死してしまった。劇画版では抜け駆けを図り畜生働きに手を染めようとした助ばたらきの盗賊を止めようとして殺害される。
彦島の仙右衛門
上方から駿河にかけて、20人～30人の手下を束ねる「彦島一味」の本格志向の首領。でっぷりと肥えた「蟇(がま)が相撲取りになったような」大男。醜怪だがなんとも憎めない。
妻子もちだが浮気をするところがあり妾を妻に殺されたこともある。かわいがっていた加賀屋の佐吉に命を狙われたことがきっかけで捕縛され、押し込みの際に殺人を犯していたことにより処刑。劇画版では殺人を犯していないものの、上方の奉行所へ引き渡された。
瓢箪屋勘助
表向きは料亭の主人。傘山の弥兵衛と弥太郎の2代を補佐する凄腕の盗賊。弥太郎と鳴海の繁蔵（2代目）の妹・おいと（実は繁蔵の情婦で鳴海一味の引き込み女・お梅）の婚礼が行われていた際、一味同志の乱闘騒ぎから思わぬ形で死を遂げた繁蔵と長島の久五郎の遺体に弥太郎共々手を合わせているところを平蔵に発見され、捕縛される。
前砂（まいすな）の捨蔵
表向きは花屋だが、先代・夜兎の角右衛門の時代から江戸の盗人宿を守る番人。経験が長いだけあって洞察力にも優れ、蛇の平十郎の凋落をいち早く見通していた。
劇画版では娘が二代目・夜兎の角右衛門と結婚しており、鰻屋を営んでいたものの角右衛門の部下に殺害される。
蓑火の喜之助
大滝の五郎蔵の師匠でもある本格派の大盗賊。既に引退していたが、妾のために再び盗みの道に戻る。助っ人として雇った野槌の弥平残党に裏切られ、彼らを始末するも相打ちとなって死亡。喜之助の名は全国に知れ渡っており、作中で度々名が挙げられている。また、同じ池波原作の映画「必殺仕掛人 春雪仕掛針」にも登場しており、この時は急ぎ働きの盗賊・猿塚のお千代の仕掛けを音羽屋半右衛門に依頼している。
堀本伯道
かつて高杉と引き分けたことがある本格の盗賊で、自ら考案した「雲竜剣」の使い手。また医師でもあり、裕福な商家から盗んだ金を病人や貧しい人達を救うために使っていた。無道を働く実子の虎太郎を成敗しようとするも、返り討ちに遭い死亡。別作品の長編小説『旅路』にも登場する。
妙義の團右衛門
北信越を股にかける本格派の大盗賊。馬蕗の利平冶が密偵であることを見破り扼殺した上で江戸から逃亡し、平蔵に完全な敗北を味わわせる。非常に好色であり、昔馴染みの女がいる水茶屋に再び現れたところを押さえられ、利平治の復讐に燃える平蔵の斬撃を受けた上で捕縛される。劇画版では捕縛後、獄門に処されたことが仁三郎の口から語られている。
明神の次郎吉
櫛山の武兵衛配下の腕ききの盗人。お人良しで他人の難儀を見過ごせない性格。押し込みを事前に察知され捕縛された。劇画版では囲みを破って逃亡したものの、左馬之助が番をする松浦道場に盗みに舞い戻った挙句、罠にかかって捕縛された。　いずれも畜生働きに手を染めていなかった為、罪一等を減じられ遠島。
翻筋斗（もんどり）の亀太郎
幼少時に軽業師に売られた非常に身軽な盗賊。門原の重兵衛の配下だったが、打ち込みで仲間が全員捕縛された際にも一人だけ逃げ切った。絶倫ぶりを買われ女賊二人の囲われ者になっていたところを平蔵に見つかり、乱交に耽っている最中に踏み込まれ捕縛される。劇画版では「飛猿の鯉太郎」と名前が変更されている。原作では明るく瓢軽な性格を見込まれており、平蔵は密偵としてとり立てる意向を示していた。
墨斗（すみつぼ）の孫八
名前のとおり元大工の本格派。家族をすべて病気で失ったため異常なまでに病気を恐れているが、その反動で死罪を全く恐れず盗みは豪快になった。脳卒中で死亡。テレビドラマ版ではこの特徴が清洲の甚五郎と掛け合わされた。劇画版では勘働きの鋭い男として描かれており、平蔵は彼の人柄に感服し密偵として迎えようとしたが、急ぎ働きに走った部下を諌めようとして殺害された。
名越の松右衛門
吉野道伯と結託していた盗賊だが、押し込み先の奉公人に怪我を負わせたことで意気消沈し一味を解散する。家を捨てた永井弥一郎が世話になっていた。
泥鰌の和助
表向きは腕が良く欲目がない、いい大工で通っているが、実はその腕を生かした「盗み細工」を得意とする盗賊。息子を死に追いやった商家に対し、以前仕掛けた「盗み細工」を最大限に活用して復讐を果たすが裏切りにあって死亡。劇画版では裏切られることなく平蔵に捕縛され、その腕を惜しまれて人足寄場送りの沙汰を下されるも自身は息子を失った悲しみから自分を死罪にするよう訴えるが、平蔵から息子の墓参りと、これまで犯した盗みへの罪滅ぼしをするのが大事と説かれてこの世に生きる希望を見出し、沙汰を受け入れた。ちなみに捕縛される際に無念のあまりに大川に破り捨てた幾多の覚え書きは商家にとって金銭よりも重要なものであったらしく、それが原因でまもなく倒産した。
雨隠れの鶴吉
近畿、中国地方を根城とする釜抜きの清兵衛一味の引き込み役。平蔵や録之助のかつての知り合い。父である万屋源右衛門の店に凶賊の引き込みが入っていることを察知し、父を救うべくそのことを録之助に知らせる。原作ではそのまま清兵衛の元へ戻ったが劇画版では録之助を介しての平蔵の言葉と妻の妊娠を機に足を洗って父の元に戻った。
さむらい松五郎
別名は網掛の松五郎といい、役者上がりで無口。元は上方から中国地方を根城とする湯屋谷の富右衛門配下だったが、富右衛門が病死した後は一人働きをしていた。木村同心に瓜二つ。口合人である鷹田の平十に仕事を紹介してもらおうと江戸を訪れたところを小柳同心に捕縛される。劇画版では平蔵と切り合いになって死亡した。
須坂の峰蔵
一人働きで錠前外しを得意とする盗賊。木村同心をさむらい松五郎と見間違える。凶賊である轆轤首の籐七一味から脱退し、松五郎の配下になろうとした。原作では捕縛されたが、劇画版では縄抜けをして逃亡。
馴馬の三蔵
粂八が知り合いだった一人働きの盗賊。自分の女房を殺害した瀬田の万右衛門に敵討ちを仕掛けるが失敗し、粂八に真相を打ち明けた直後に死亡。
尾君子（びくんし）小僧
表向きは小間物商を営んでいるが、「尾君子」とは猿の異称であり、その名のとおり軽業に長けた夜兎の角右衛門配下。蛇の平十郎の配下である座頭の彦の市の妻を寝取り、彦の市に刺殺される。
藁馬の重兵衛
盗みの後に藁細工の馬を置いていく本格の盗賊。開店資金を提供した蕎麦屋が人気になった事がきっかけとなり正体が露見した。

### 凶悪・急ぎ働き
葵小僧芳之助
盗みよりも女を犯すことに熱心な盗賊。モデルは実際に平蔵が捕らえ、処刑した葵小僧。
天野大蔵
尾張・三河一帯を荒し回った浪人くずれの首領。蛇の平十郎や葵小僧を育て上げた。配下を葵小僧に譲って隠居するが、葵小僧が捕縛されると危険を察知し逃亡した。
網切の甚五郎
全国を股にかける極悪非道の大盗。その様は平蔵をして「狂っている」と言わしめるほど。父である土壇場の勘兵衛を殺した仇であり仕事の障害となる平蔵を排除すべく、何度も暗殺を試みるが失敗。逃亡先の倶梨伽羅峠で待ち伏せていた平蔵に嬲り殺しにされる。劇画版では捕縛の際に右腕を切り落とされた。
生駒の仙右衛門
大坂を根城とする賊。江戸に出城を作るべく配下を送り込むが平蔵にことごとく捕縛される。関東を根城とする鹿山の市之助と手を組み、新たな配下を送り込んで平蔵に復讐を図る。市之助が捕らえられたことをいち早く察知し逃亡するが、大坂町奉行所の捕り手に捕縛される。
和尚の半平
その名の通り坊主あがりの凶悪な盗賊。畜生働きを嫌った部下の鶴吉が五郎蔵に助けを求めたため計画が露見し、一網打尽にされた。斬死。
野槌の弥平
表向きは料理屋の主人で通しているが裏へ回れば凶悪な盗賊。粂八の自白で盗人宿へ踏み込まれて捕縛、磔刑に処せられる。元々は本格派だったとのこと。
小川や梅吉
表向きは茶漬屋を営んでいるが、裏では野槌の弥平一味の幹部。無頼の御家人である服部角之助をそそのかして商家への急ぎ働きを企んだ。捕縛され磔に処される。
石川の五兵衛（音松）
基本は一人働きだが仕事の際は人手を集めて畜生働きをする盗賊。顔には幼少期に継父につけられた火傷がある。実は少年の頃に悪戯をして殺されかけたが、平蔵に助けられると共にお灸を据えられたことがあった。
鏡の仙十郎
中国地方、上方から江戸まで荒らしまわった浪人崩れの兇賊。医師である竹村玄洞宅へ押し込もうとしたところを捕縛される。市中引き回しの上、小塚原で磔にされたがその際には沿道の住民から罵声と投石を浴び、刑場に着いた頃には半死半生の状態だった。
加賀屋の佐吉
道中で詐欺行為を働く傍ら、彦島の仙右衛門の嘗役としても活動していた男。仙右衛門を殺して仙右衛門の妻、おときと組み一味を乗っ取ろうと画策するが、その実行犯にかつて組んでいた高木軍兵衛を使うことにしたことから足がつき、仙右衛門に折檻を受けた上で処刑された。
籠滝の太次郎
畜生働きが専門の凶賊。重傷を負ったため助ばたらきを断った高萩の捨五郎が裏切ったと邪推し配下と共に襲撃を仕掛けるが、護衛していた平蔵らに捕縛される。
空骨の六兵衛
駿河・遠江の盗賊の首領。非常に吝嗇で部下への分け前すら出し渋った挙句殺害されてしまった。劇画版では平蔵が留守の隙に火付け盗賊を繰り返した末に捕縛されている。
神崎の倉治郎
出合茶屋を営み、客として来た商人に狙いを定めて急ぎ働きを繰り返した凶悪な盗賊。配下ともども火盗改方の役宅の周辺を見回り、平蔵はおろか与力や同心、密偵の顔まで見定めていた。平蔵と因縁のあった富造と同じ顔の特徴を持っていたことで目を付けられることになった。
蛇（くちなわ）の平十郎
印判師の家に産まれたが父の死後他の男と関係を持った母を男諸共殺害後、逃亡の末に大盗賊となった男。平蔵の暗殺を何度も企むが失敗。平蔵怖さに盗賊仲間が次々と江戸から離れていく中、あくまでも江戸で盗みを働く事にこだわった。盗賊宿で待ち伏せていた平蔵に捕縛される。火刑。
倉淵の三喜蔵
清州の甚五郎が目を付けていた商家で畜生働きを行った凶盗。これが元で甚五郎の怒りを買い、盗人宿を夜襲されて配下の大部分とともに殺害される。劇画版・ドラマ版では甚五郎の部下になっていたが凶盗に堕ちた設定になっている。
荒神のお夏
父は本格の盗賊・荒神の助太郎であり、荒神一味の2代目。放火癖のあるレズビアン。上方や京都を中心に暗躍していたが、峰山の初蔵と組んで江戸で盗みをしようと企み、その縁で引き合わされたおまさを気に入ってしまう。最終的に押し込みは平蔵に看破され捕縛されかかるが、囲みを破って逃亡する。しかし、おまさが諦めきれず、とうとう彼女を誘拐するも、作者急逝のためこの時点で絶筆となった。劇画版では放火癖の設定は外されて父の流れを継ぐ本格の盗賊だったが、最後は自害した。
小金井の万五郎
かつては荒稼ぎで名を知られた盗賊で、引退する際には子分の殆んどを消したほどの大悪党。一時は死期が近いと思い、一緒に暮らしていた女に隠し金の在り処を教えたが、隠し金を掘り返した際にネコババされた事を知りショック死してしまった。
猿塚のお千代
40代に達しているが10歳若く見える肉体を持つ女盗賊。肉体を駆使して手下を纏め上げると共に押し込み先の関係者を籠絡して内情を調べ上げたりもする。最後は盗人宿を火盗改に踏み込まれ、自害。また、前述の「必殺仕掛人・春雪仕掛針」にも登場しており、同作では、主人公・藤枝梅安のかつての情婦という設定が為されていた。
鹿熊の音蔵
兇賊。同心の寺田又太郎を殺害した上、捜査の手を伸ばした弟の金三郎にも刺客を放ち重傷を負わせた。後に捕縛。
鹿山の市之助
平蔵に恨みを持つ生駒の仙右衛門と手を組み、江戸で火盗改に挑戦するかのような凶行を働く。
蛇骨の半九郎
平蔵の赴任前に江戸を荒らした凶賊。わずか2年の間に15件の押し込みを働き、68人の死傷者を出した。原作では捕縛されなかったが、劇画版では捕縛され、斬首獄門となった。
血頭の丹兵衛
かつては小房の粂八の親分であり、本格派の盗賊だったが時勢に流され凶賊と化してしまった。当初は盗め三か条を遵守する丹兵衞に忠誠を誓っていた粂八だが、急ぎばたらきへ変貌したことに絶望し、密偵となるきっかけとなった。最後は粂八自らの手引きで捕縛され、獄門に処される。
森初子（津山薫）
元は松尾喜兵衛と剣友だった武家の娘。さる理由で松尾の道場に寄宿しており、剣腕に長けていたが突如逐電した。沢田とは同門で再会した時には盗賊に身を落としており、最後は沢田に討ち取られる。
天神谷の喜佐松
江戸市中だけで40人もの死者を出した兇賊。平蔵の捜査中に郊外で押し込みを重ね更に23人を殺害した。捕縛され死罪。
長沼又兵衛
平蔵、左馬之助と共に高杉道場三羽烏と呼ばれたかつての剣友。しかし性格が驕慢だったせいか一人だけ目録を授けられず、そのことに激怒し、秘伝書を盗んで逐電した。その後は盗賊の頭目になっていたが、平蔵に討ち取られる。劇画版では「血を見る盗みはしない」と手下に評価される会話がある。
霧（なご）の七郎
小川や梅吉の弟で本名は由太郎といい野槌の弥平の従兄である先代・霧の七郎の養子に迎えられ名を継いだ。兄を処刑した平蔵を苦しめようと様々な計画を練るが、最終的にそこから足がつき捕縛され、獄門に処される。劇画版では、五郎蔵の昔の女を殺害したことから平蔵公認の敵討ちに逢う。
鳴海の繁蔵（2代目）
本格の先代とは異なり、畜生働きをいとわない凶悪な賊。名古屋を根城とし、江戸への進出を図るべく傘山の弥太郎を罠にかけようとする。先代と傘山の弥兵衛との約束を果たすため、自らの情婦であり、一味の引き込み女であるお梅を亡き妹のおいとに仕立てあげ、弥太郎と祝言を挙げさせようとするが、配下の盗賊である長島の久五郎の思わぬ裏切りに遭い、一味同志の乱闘騒ぎの中、媒酌人の土山左十郎によって致命傷を負った久五郎によって刺され、久五郎共々絶命した。劇画版では瓢箪屋勘助と同一人物となり本格になった。
高津の玄丹
大坂の暗黒街を白子の菊右衛門と共に牛耳る香具師の元締だが、一方で盗賊稼業や大名を巻き込んだ密貿易まで手がけていた。密偵を殺害した現場を目撃した奉公人を助けた平蔵に刺客を差し向けたが、最終的に捕縛され獄死。
寺内武兵衛
算者指南の看板を掲げる浪人上がりの盗賊。剣術も平蔵が一目置くほどの腕を持っている。その一方で男色であり、気に入った木村同心を誘拐・監禁したことで存在が露見し平蔵に討ち取られた。
白子の菊右衛門
『仕掛人・藤枝梅安』に登場する香具師の元締。中村宗仙の事件以後は平蔵の人物を認め、彼との直接対決を避けている。
夜針の音松
少人数で皆殺しの急ぎ働きをする兇盗。妾であるおきぬとの性交中に松永弥四郎に踏み込まれて捕縛された。火刑。
堀本虎太郎
堀本伯道の実子。父親直伝の必殺技「雲竜剣」を操る盗賊剣客だが、教えに背いて急ぎ働きをするだけでなく、火盗改方を陽動するために同心の連続殺害事件まで起こした。成敗に来た伯道を返り討ちにしたが、その後平蔵に斬られた。
土蜘蛛の金五郎
北信越を股にかけ、殺生もいとわない凶賊。三ノ輪に採算度外視の定食屋を構え、弱者に振舞っていた。そのことを不審に思って無頼浪人に変装した平蔵に、それとは知らず平蔵暗殺を依頼、最終的に捕縛される。
強矢（すねや）の伊佐蔵
北信越を根城にする急ぎ働きの凶賊。かつて伊三次に妻を寝取られ殺されかけた。休息のため訪れた江戸で偶然見かけた伊三次を報復の為に殺害した。同じく急ぎ働きの凶賊である市野の馬七と共に斬首。劇画版では伊三次を刺した現場に駆けつけた平蔵によって斬殺される。
暮坪の新五郎
強矢の伊佐蔵の実弟。平蔵に復讐するため商家と火盗改方役宅を同時に襲撃する二正面作戦を実行するが、動きを察知されており捕縛され火刑となる。
墓火の秀五郎
江戸で急ぎ働きを行う凶賊。一方、木村同心が通う水茶屋では上客となり、粋な振る舞いと柔らかい物腰で「川越の旦那」と呼ばれて一目置かれていた。逃亡先の粕壁で捕縛。
渡辺八郎
浪人崩れの盗賊。野槌の弥平の助働きをしたことがあり、その縁で粂八とも知り合いである。左目が潰れている。藤田彦七の妻であるおりつを誘拐し、藤田が出入り和泉屋への引き込み役を強要するが失敗。最後は平蔵に討ち取られる。
猫間の重兵衛
元々は御家人であり、本名は木村源太郎。無頼時代の平蔵とも顔なじみ。父親である木村惣市は無道の果てに平蔵に殺され、本人も平蔵を盗みの道に引き込もうとしたことで右腕を切り飛ばされた。その後は盗賊となり、池尻の辰五郎の娘と結婚した。しかし義弟である2代目池尻の辰五郎が火付盗賊改方に捕縛され自害したことで怒り心頭に発し、平蔵の周りの人々を次々に殺害していく。最後は捕縛され処刑。
峰山の初蔵
なにか得体の知れないところがある盗賊。おまさが2度ほど助働きをしたことがある。荒神のお夏と手を組み江戸で盗みを働こうとするが、いずれはお夏を消して一味を手に入れようと企んでいる。最後は平蔵に斬殺される。劇画版ではかつて組んでいた荒井屋松五郎の罠に掛けられ北町奉行所に捕縛されるところを松五郎の企みを察知した平蔵の奇策で捕縛、松五郎の素性を暴く。
虫栗の権十郎（2代目）
元は岩滑の浜造と名乗っており、初代権十郎の死後、近畿周辺で暗躍していたが、手下のお豊が平蔵に発見されたことから足がつき死罪となる。
鹿谷の伴助
元は仁三郎と共に船影の忠兵衛の下にいて放逐された盗賊。忠兵衛への報復として忠兵衛の娘が妻になっていた商家を襲うことを仁三郎に持ちかけるが押し込みの際に刺殺された。
ドラマ（中村吉右衛門）版では親の代から忠兵衛の配下であったため、盗みの際に殺しを犯すも百叩きの刑に留まるが、本人はこれを恨みに思い、なおかつ忠兵衛の貫く本格の掟にも嫌気がさしていたため、同じ思いを抱いていた配下たちと共謀して忠兵衛を殺そうと目論む。そして過去に放逐された仁三郎も自分と同じく恨みを抱いているなら仲間にし、そうでなくとも仁三郎が妹夫婦に養子に出していた娘を殺すと脅すことでどちらにしても目論見に引き込もうとしたが、最後には隠れ家にやって来た仁三郎に刺殺され、仲間も仁三郎を最終的には殺すものの、何人もの死傷者を出した。スペシャルドラマ「一寸の虫」では仁三郎に娘を盾にして脅す際に「危ない橋を渡るんだからこれぐらい当然」との旨を言い放っている。また、仁三郎だけでなく富田同心をも強請って自分の目論見に引き込み、前もって強請っていた者が富田に斬り殺されても臆せず、今後も強請るのではと疑いを見せた富田に涼しい顔で「これ一度きりですよ」と図太く振舞っていたが、最後には仁三郎に刺殺された。
劇画版では、赤不動の虎造に間取り図を売り込もうとしたが忠兵衛に刺殺される。
赤不動の虎造
劇画版オリジナルの盗賊。甲斐国出身。押し込んだ先に「風林火山」の札を残す。船影の忠兵衛の娘の嫁ぎ先に押し込みを図るも忠兵衛の妨害を受けて失敗。その場で捕縛され一味共々、獄門に処される。
法妙寺の九十郎（2代目）
元役者の先代を父に持つ盗賊だけあって変装に長けた盗賊だが場合によっては急ぎ働きも行う。猫間の重兵衛と組んで江戸での押し込みを企むも、面識があった玉村の弥吉に参加を持ちかけたことから足がつき配下の大部分と共に処刑。
沼目の太四郎
基本的に単独行動だが押し込む際は他の一人働きを集めて合同で押し込む男。おさわに持ちかけられて針ヶ谷の宗助の命と金、嘗帳を狙うも平蔵に捕縛され処刑。
おさわ
針ヶ谷の宗助の妻だが沼目の太四郎に宗助の殺害と金、嘗帳の強奪を持ちかけて実行に移した際に火盗改に捕縛され牢屋敷で狂死する。かなりの性欲の持ち主。
お豊
虫栗一味の引き込みを務めている女賊で相当な性技と情欲の持ち主。かつて京都に住んでいた平蔵と関係があった。平蔵の口添えもあり死罪は免れ佐渡への遠島となった。
朝比奈
反幕の不逞浪人集団を束ねる盗賊団の首領。原作には登場しない。
赤星玄蕃
薩摩示現流、タイ捨流の使い手。朝比奈の元で副長を務める。我が身を省みない捨て身の剣法で平蔵を追い詰めるが、仲間が弓で平蔵を射ろうとしたため、わざと切っ先を外して平蔵に斬られる。劇画版のみ登場。
張子の鬼吉
劇画版オリジナルの盗賊。名前は畜生働きの現場に張り子の鬼面を置いて逃げ去ることからつけられたもので素顔は直系の部下しか把握していない。その正体は天明の大飢饉に見舞われた津軽藩出身の若者で母親を含む人肉食で命を繋いだゆえか老人のような容姿となっている。飢饉救済より米価高騰による利益を優先して蔵米を売却した津軽藩へ復讐するため上屋敷の奥御殿襲撃を行うも企みを見破った平蔵の妨害で失敗、已む無く部下を犠牲にして行方を晦ました。その後、姿を現しお園を人質にするも、小柳と平蔵の一撃により斬死する。人物設定と発表時期から東日本大震災の政府や被災地外の人々の対応を批判する目的で創作したと考えられる。

## 盗賊以外

### 浪人
石坂太四郎
無頼。松尾喜兵衛との試合で敗北し、仕官の道を絶たれたことを恨んでいた。江戸で松尾を見かけて殺害したが、沢田に仇を取られる。
石島精之進
無頼。中村宗仙と白子の菊右衛門の中継役をしていたが金の一部を着服していたことが露見、菊右衛門に刺客を差し向けられて殺された。
猪坂七兵衛
資産家の医師、竹村玄洞の蔵を警備している浪人。押し込んだ鏡の仙十郎一味と斬り合い、2名を仕留めたものの斬殺されてしまった。
大崎重五郎
猪坂七兵衛と共に竹村玄洞の蔵を警備している浪人。腕前も高いうえに謹厳実直な人柄。
井原惣市
深川の無頼集団「雷神党」を束ねる浪人で無外流の達人。おろくの一件で捜査をしていた平蔵に寝込みを急襲されて配下共々死亡した。
上杉周太郎
坪井主水の師匠、上杉馬四郎の息子。剣術に長けるが仕官の口がなく浮浪者同然の暮らしをしていた。霧の七郎に辰蔵殺害を持ちかけられるが、辰蔵が主水の門人であることを知りあっさり裏切る。天武の才を持ちながらも、容姿に恵まれていない故に世に出る機会を失っていると平蔵は惜しんでいる。
大河内一平
高津の玄丹の仕事を請け負っていた凄腕の浪人。平蔵暗殺の報酬を元手に汚れ仕事から足を洗う気でいた。平蔵に重傷を負わせ窮地に追い込むが、助太刀に現れた左馬之助が投げた脇差に貫かれ死亡した。
金子半四郎
金で雇われ殺しを生業にする刺客。体に染み付いた血の匂いを消すために梅の香のする香油を使っている。元々は父を殺した仇を討つために旅に出ていたのだが、その仇・森為之介に奇襲を受けて死亡するというあっ気ない最期を遂げた。
近藤勘四郎
久栄の昔の男。250石取りの旗本の跡取りであったが、殺人事件を起こして江戸を逐電し、その後は盗賊稼業に身を落としていた。頭である霧の七郎の命を受け、久栄とお順を誘い出して殺害し、平蔵への復讐を図ろうとした。かつては美男子と評されていたが、酒に溺れ身勝手かつ自堕落な生涯をおくっていたためもはや見る影もなく、幾多の所業のため弁解不要として即刻磔刑に処された。
高橋勇次郎
浪人仲間の大野弁蔵から平蔵の殺害を持ちかけられるがその動きを平蔵に察知され、以後は平蔵に協力する。劇画版では同胞・大野の奇襲により斃れ、それでも平蔵のために役に立ったと満足し息を引き取った。
高木軍兵衛
唐津藩の江戸詰め藩士の息子として成長期を江戸で過ごしたが、弱虫でお熊によく助けられた。父の異動に伴い唐津に戻り家督を継いだが、役目上の失敗で浪人となり諸方を流浪した後、住み慣れた江戸へ舞い戻った。鍾馗のような風貌をした偉丈夫だが、剣術の方はからっきしである。盗賊の片棒を担がされそうになるが、平蔵に窮地を救われる。その後は坪井主水の道場に通って腕を磨いている。劇画版では用心棒で入った商家の娘と恋仲になり、結婚後は武士を捨て、商人となった。
松岡重兵衛
かつて高杉銀平道場の食客をしていた。平蔵や左馬之助の面倒をよく見ており、2人の悪巧みを止めたことすらある。平蔵達と再会したときには泥鰌の和助一味に加わっており、一味の仲間割れに巻き込まれて死亡する。劇画版では待ち伏せていた平蔵と対峙し切り倒された。
凄い奴
姓名不詳。不気味なほど色が白く、針のような目をしている。殺しの依頼を一旦受けながら前言を翻した録之助を抹殺すべく、大阪の香具師である名幡の利兵衛が差し向けた刺客。半死半生の深手を負わせた録之助を江戸で見かけ、再び攻撃を仕掛ける。同行していた平蔵にすら死の覚悟をさせるほどの凄まじい攻撃を見せた。
西村虎次郎
急ぎ働きどころか辻斬りまでやってのける悪党。常吉の妻・おときと浮気をしていたが常吉の恨みを買い、所業を火盗改に密告される。捕縛。
藤田彦七
居酒屋「治郎八」で木村同心が知り合った気のいい浪人。浪人崩れの盗賊・渡辺八郎に妻であるおりつを誘拐され、出入りしている和泉屋への引き込み役を強要される。進退窮まった末、渡辺の盗人宿に火を放ち、おりつを救出しようとするが渡辺に殺害される。劇画版では渡辺に殺害された描写はなく、おりつと共に焼死体として発見された。
市口又十郎
麻布で小さな道場を構える剣客。色黒で6尺近い巨漢であり、剣術の方も平蔵が一目置くほどの腕前。座敷女中であるお峰の好色振りに嫌気が差して別れるが、逆恨みしたお峰の口車に乗せられた横川甚助に襲撃される。その後は木村同心と喧嘩になって股間を蹴られるなど悲惨な役回りが多い。その後はさらなる高みを目指して武者修行に出たようである。
安藤玄丹
猫間の重兵衛一味に雇われた刺客。1度目の対決では平蔵と互角に渡り合ったが、2度目の対決では殺害された人々の復讐に燃える平蔵の凄まじい殺気に圧倒され、全く何も出来ずに討ち取られた。
和田木曾太郎
秋元左近から後援を受けている無頼浪人だが「東軍無敵流」なる流派を名乗るだけありかなりの腕前を持っている。川村同心の妻を殺害した実行犯であり、捕物の際に川村同心の突撃を受け絶命。

### 登場人物の関係者
阿部弥太郎
長谷川辰蔵より3歳年上の道場仲間。高田四家町に屋敷を構える旗本・阿部亀七郎の次男。辰蔵に輪をかけた遊び人だったが父の死を機に家督を継いで所帯を持ったことで落ち着いた。
おふさ
服部角之助の妻。若き日の平蔵と左馬之助の憧れの人だった。しかし再会した時は悪党の一味に身を落とし、昔の面影は微塵もなかった。かつての嫁ぎ先であった近江屋への襲撃計画を小川や梅吉に持ちかける。捕縛され遠島。
助治郎
本業は鍛冶屋であるが、裏で盗賊の為に合鍵を作っている鍵師。非常に腕が良く、顧客には蓑火の喜之助、帯川の源助、堀本伯道など層々たる本格派が揃っていた。また、こうした盗賊からの礼金で報謝宿を営んでいた。
坪井主水
剣客。市ヶ谷で道場を構える念流の使い手。辰蔵と弥太郎の師匠。高杉銀平と同じく名誉や金銭を遠ざけており、辰蔵を入門させる際は、平蔵自ら白扇を持参し入門を申し入れる程高潔な人柄の剣客。
中村宗仙
医師。指圧に長けている。京都で白子の菊右衛門の妾に手をつけてしまい、慰謝料として金を送っていた。しかし間に入っていた石島精之進がその金を着服しており、命を狙われる。死の淵にあった小金井の万五郎を恢復させるほどの腕の冴えを見せたが、当の万五郎は隠し金を奪われたためにショック死してしまった。
小野田治平
かつての高杉銀平道場の食客。居合の使い手。左馬之助の義父になるが病死する。
三の松平十
本郷、根津権現一帯を束ねる暗黒街の顔役。蛇の平十郎から平蔵に対する暗殺も請け負っていたが、暗殺依頼をしようとした雷神党が平蔵に殲滅されたことを機に依頼を拒否するようになる。短編集『江戸の暗黒街』にも登場する。
松尾喜兵衛
剣客。深川に小さな道場を構えていた沢田の師匠。かつて試合で破った石坂太四郎に襲われて死亡。人格者だったらしく、葬儀には多くの人が駆けつけてその死を惜しんだ。
松波金三郎
女賊おしまと情を通じた不祥事で解雇された元同心。居酒屋の亭主をしていたが、かつての親友である小柳同心の襲撃計画に巻き込まれた。解雇以来おしまを嫌悪していたが、執拗な求愛に耐えかねて結ばれた。

### 無頼
土壇場の勘兵衛
網切の甚五郎の父親で両国の顔役であった。無道を繰り返したため、無頼時代の平蔵に殺される。
富造
渡り中間の無頼で、若き日の平蔵に喧嘩を売って返り討ちに遭った。神崎の倉治郎と似た顔の特徴（原作では兎口、劇画版では顔の痣）を持っていたが、当の富造はかつての無道な生活から足を洗い、穏やかな暮らしを送っていた。
蓑虫の久
相模の彦十と仲のいいこそ泥。小川や梅吉の潜伏場所が発覚するきっかけとなった。
夜狐の弥吉
阿呆烏（ポン引き）だったが、大名家の跡目争いの謀殺事件を目撃したことで強請りをもくろみ、浪人に変装した平蔵に用心棒を依頼する。謀殺事件の解決のきっかけとなったことで温情判決を受けるが百叩きの刑に処される(原作には登場しない)。

### その他
針ヶ谷の宗助
表向きは張り替え屋だが実は嘗役である。妻のおさわに裏切られ沼目の太四郎に殺されるところだったが先手を打った火盗改に捕縛されて結果的に命を助けられる。劇画版においては「張り替え屋の嘗役」の設定が仁三郎に追加されているため2009年夏現在は登場していない。
お雪
鈴鹿の又兵衛の一人娘で又兵衛の配下である叔父の下で養われているが父が盗賊であることは知らない。無頼浪人に絡まれているところを木村同心に助けられて、そのまま関係を持ってしまい結婚しようとするが彼女の知らぬところで真実を知った木村同心が結婚を諦めてしまった。
利右衛門（森為之介）
船宿「鶴や」の元々の亭主にして金子半四郎の父を酒席上の喧嘩の末に殺害した仇。平蔵を襲おうとした半四郎に奇襲をかけて殺害後、「鶴や」を平蔵に預けて妻の故郷、近江に去ったが劇中ではその後姿を現していない。
おろく
無頼時代の平蔵がヒモだった娼婦で左胸には平蔵につけられた傷がある。年老いて身体が使えなくなり針売りをしていたが、かつての客だった男の前に現れて金をせびる一種の強請りで金を稼いていた。しかし、巡り巡って話を聞きつけた井原惣市に強請りに利用するために殺されてしまった。
市口瀬兵衛
謀殺された息子の仇討ちのために旅する老武士。路銀が尽きて行き倒れになりかけたものの、平蔵や逆でこの仙次郎の力を借りて成し遂げた。
おきね
遊女でことをするときにはわざと嫌がる素振りをするのが特徴。夜針の音松に身請けされて尼に化けて悪事を働く矢先の性交中、かつての客だった松永同心に捕縛され、死罪（劇画版では遠島）となる。
おとき
常吉の妻だが同じ長屋に住む西村虎次郎と不倫関係となり、西村が捕縛された際に咎められて遠島となる。劇画版では元花魁の設定が追加され、常吉が花火師を辞めざるを得ない原因をつくった。
おりつ
藤田彦七の妻。かなりの器量よし。亭主を裏切って浮気をするがよりを戻す。藤田が出入りしている和泉屋に目を付けた渡辺八郎に誘拐され、藤田はおりつを救出しようと渡辺の盗人宿に火を放つが、地下牢に監禁されていたことが仇となって焼死する。劇画版では二人ともに盗人宿から立ち去らずにそのまま焼死体で発見され、心中をしたのではないかと思しき描写がある。
およね
伊三次が贔屓にしているみよしやの遊女で事をするときは男の腰に猫じゃらしをつけて楽しむ。伊三次とは夫婦も同然の関係。ある事件に巻き込まれたことで伊三次の正体を知り、その後は伊三次を通じて火盗改方に協力するようになる。伊三次の死後も火盗改方への協力は続き、みよしやに客として訪れた高橋勇次郎と大野弁蔵の平蔵暗殺計画を偶然盗み聞き、火盗改方に通報する。劇画版では伊三次の死後の数年後に、身請けされた描写がある。
常吉
浜崎の友蔵の知り合いの船頭だが、妻のおときが西村虎次郎と浮気をしているのと、こき使う客への腹いせに放火を繰り返していたがその際に西村の悪事を目撃、所業を火盗改に密告した。後にほとぼりが冷めた頃に放火をしようとしたところで捕縛され、死罪となった模様。なお、劇画版では元花火師の設定が追加され、おときを道連れに自爆するという壮絶な最期を遂げた。
竹村玄洞
高利貸しをしていることで悪名高い医師。盗人の血が騒いだ彦十や五郎蔵、粂八、伊三次、宗平にその悪評に目を付けられ、蔵を破られる。原作ではお咎めを受けなかったが、劇画版では悪事を咎められ、遠島となる。
荒井屋松五郎
根津権現一帯の顔役。興味本位でお園を囲い者にしようとしたが拒否され続けたために面子をかけてお園を襲わせるも事情を知って待ち構えていた平蔵の妨害で失敗に終わるが原作ではそれ以降の描写は無い。劇画版では北町奉行所筆頭与力、秦軍次郎配下の御用聞きでありながら峰山の初蔵と組んでいた畜生働きの盗賊であり、お園を利用して初蔵を北町奉行所に売り渡し、自身の正体を隠蔽しようと企むが平蔵の奇計で失敗、死罪となった。

## 他作品からのキャラクター
池波作品の例に洩れず、本作でもドラマ版、劇画版を含めて他作品のキャラクターが時折登場している。
秋山小兵衛
『剣客商売』の主人公。若き日の平蔵が剣術試合をした際に審判を担当していた。
羽沢の嘉兵衛
両国一帯に権勢を奮う香具師の大元締。短編集『江戸の暗黒街』の『縄張り』に登場。
辻十内
短編『かわうそ平内』の主人公。無外流の剣客。劇画版に登場。
又吉（市松小僧）
おまゆとともに短編集『にっぽん怪盗伝』の『市松小僧始末』他計3編の主人公。小柄で細身の身のこなしに優れた掏摸だったがおまゆと出逢って足を洗い、夫婦となって小間物屋の主となる。鬼平では敵討ちに燃える女との浮気現場をおまゆに踏み込まれた上、助太刀役も取って代わられるなど情けない描写が多い。ドラマ（中村吉右衛門版）では兄弟分と組んで行った掏摸がおまゆのせいで失敗し、狙った侍に兄弟分の手を串刺しにされたことでおまゆを恨むも敗れ、誤解が解けてからは夫婦となり平蔵も堅気になった彼の幸せを見守ろうとする。だが、先の侍を見て恨みが再燃して掏摸を働いてしまい、戻ってきたところで平蔵から全てを聞いていたおまゆから利き指を鉈で切り落とされ（劇画版では利き指を石つぶてで叩き潰され）、二度と掏摸のできない体にされるのと引き換えにお縄にされずに済んだ。
おまゆ
商家の娘だが身の丈六尺の大女で剣術も習っていて、巷の無頼では相手にならない女傑。おまゆの懐をねらった又吉を捕まえたことがきっかけで又吉と夫婦となる。表向きは親から勘当された形で開店資金は親が出してくれた。又吉の浮気相手が仇討ちの最中だと知るや助太刀を買って出るなど侠気にも溢れている。ドラマ（中村吉右衛門版）では又吉が兄弟分と組んで侍から掏摸を働こうとしたのを見つけて大声で叫んだ件で又吉から逆恨みされるが、実は問題の侍が2人の掏摸を見抜いた上でそれを口実に痛めつけようとしていたのを止めようとした真相を話して誤解は解け、これを機に又吉と夫婦になる。しかし、又吉が再び掏摸を働いたことを平蔵から聞かされ、なおかつ掏摸というものが「一度やったら止められない、治らない病気」と聞かされたことで戻ってきた又吉の利き指を鉈で切り落とす（劇画版では石つぶてで叩き潰す）という荒療治を行った。
佐々木留伊
短編『妙音記』の主人公。古河藩の剣術指南役を父に持つ女剣士。
お玉
短編『出刃打お玉』の主人公。元々は『出刃打ち』を得意とする曲芸師だったが訳合って遊女となる。もっとも出刃打ちの腕は衰えていない。
鬼坊主清吉
『にっぽん怪盗伝』の『鬼坊主の女』の主人公。　江戸市中を荒らしまわった大盗賊で仲間二人とともに伊勢の国で捕縛され江戸に護送された。　市中引き回しの上獄門となったが、獄中では他の囚人に大盤振る舞いして牢名主に収まったうえ、処刑の際に集まった見物人の前で大見得を切るための辞世の句を獄中から部下に指示して作らせるなど自己顕示欲の塊のような人物。　なお、原作・テレビドラマ版では辞世の句を依頼されたのは生活苦にあえぐ浪人で口封じのために殺害されてしまうが、劇画版では宗匠に成りすました平蔵が句を詠んでいる。

## 注
1. ↑  平蔵には「うさぎ」と呼ばれている
2. ↑  この2人の何気ない挙動が悪い展開に働くケースも見られる
3. ↑  昔馴染みの盗賊から賄賂を受け悪事を見逃す代わりに、他の盗賊の情報をもらっていた
4. ↑  平蔵はこの一件は全て大島の手柄にさせてやろうと思い、あえてやっていることを知りながら黙っていたのだが、それが裏目に出てしまった。
5. 1 2  ただし、ドラマ版では作品によって扱いが異なり、結婚するものとしないものがある。
6. ↑  長谷川家を継いだとき、かつて踏み倒した料金を返済した上に詫び料として25両を贈った
7. ↑  実は、繁蔵の情婦で鳴海一味の引き込み女・お梅である。
8. ↑  予め平蔵は2人のためを思ってわざと2人を一緒にして見張りをさせていた
9. ↑  ただし忠兵衛が平蔵の顔を知っていたための挙動により、平蔵に忠兵衛とは気付かれないまでも盗賊と見破られた
10. ↑  原作では音羽の半右衛門である。
11. ↑  ただし口封じのため別の無頼浪人に殺させる予定だった
12. ↑  長島の久五郎曰く「すでに2年前に病気で死んだ」との事である。
13. ↑  やはり鳴海の繁蔵配下の盗賊である。
14. ↑  佐嶋忠介曰く「まるで地獄に引きずり込んでいるかの様だ」との事である。
15. ↑  現在の経営コンサルタントにあたる
16. ↑  他の話では火刑に処されたことになっており、矛盾が生じている。
17. ↑  おさわも後で殺すつもりだった
18. ↑  実際は発狂した状態で同房の女囚に殺された模様
19. ↑  実は清洲の甚五郎の盗人宿である
20. ↑  劇画版でお園を我が物にしたがっていたのは初蔵である
21. ↑  掏摸は3回捕まれば死罪であり、又吉は既に2回捕まっていたが故の温情でもあった。
22. ↑  出刃包丁でダーツを行う曲芸